# بوبي ريد (لاعب كرة قدم مواليد 1955)
بوبي ريد (بالإنجليزية: Bobby Reid)‏ هو مدرب كرة قدم ولاعب كرة قدم بريطاني في مركزي قلب الدفاع والدفاع، ولد في 9 أكتوبر 1955 في إسكتلندا في المملكة المتحدة. شارك مع منتخب اسكتلندا تحت 21 سنة لكرة القدم. أما مع النوادي، فقد لعب مع نادي سانت ميرين.